# Elsa Piaggio
Elsa Piaggio de Tarelli (* 14. August 1906 in Buenos Aires; † 11. Januar 1993 ebenda) war eine argentinische Pianistin und Musikpädagogin.
Elsa Piaggio hatte ab dem vierten Lebensjahr Klavierunterricht bei ihrem Vater Victor Piaggio. Sie studierte dann bei Alberto Williams am Conservatorio de Música de Buenos Aires und vervollkommnete ab 1921 ihre Ausbildung bei ihrem Bruder Celestino Piaggio. Sie unterrichtete Klavier am Conservatorio Municipal de Música Manuel de Falla und am Conservatorio de Música de Buenos Aires.
Ihren ersten öffentlichen Auftritt als Pianistin hatte Piaggio im Alter von neun Jahren. 1922 spielte sie eine Gesamtaufführung der Ungarischen Rhapsodien Franz Liszts, 1927 führte sie die zweiunddreißig Klaviersonaten Ludwig van Beethovens. auf. Unter anderem trat sie bei der Sociedad Nacional de Música, der Asociación Wagneriana, der Asociación Argentina de Conciertos, der Dirección Nacional de Bellas Artes und der Asociación Sinfónica de Buenos Aires, am Teatro SODRE in Montevideo und am Teatro Colón in Buenos Aires auf. ZU ihren wenigen Aufnahmen gehört ein Album mit Klavierwerken von Ernesto Drangosch, Manuel Gomez Carillo und ihrem Bruder Celestino Piaggio.